# Битка при Капорето
Битката при Капорето (или Битката при Карфрайт както е известна сред Централните сили) се състои от 24 октомври до 9 ноември 1917 г. близо до Кобарид, днешна Словения на Австро-Италианския фронт от Първата световна война. Австро-Унгарските сили, подкрепени от немските отряди, успяват да пробият италианската защитна линия и разгромяват италианската Втора армия.
Битката е демонстрация на ефективността при употребата на щурмови войници и на тактиката за бързо проникване в тила на противника, развита отчасти от Оскар фон Хутиер.